# Уряд Монако
43°43′54″ пн. ш. 7°25′30″ сх. д. / 43.73171° пн. ш. 7.424999° сх. д.
Уряд Монако — вищий орган виконавчої влади Монако.

## Голова уряду
- Державний міністр Монако і голова Ради міністрів Монако — Мішель Рожер (фр. Michel Roger).

## Кабінет міністрів
Склад чинного уряду подано станом на 26 травня 2011 року.
| Логотип | Міністерство                                                                  | Міністр                                     | Фото | Час на посаді | Час на посаді | Партія | Партія | Вебсайт |
| ------- | ----------------------------------------------------------------------------- | ------------------------------------------- | ---- | ------------- | ------------- | ------ | ------ | ------- |
|         | Міністерство внутрішніх справ                                                 | Поль Массерон (Paul Masseron)               |      |               |               |        |        |         |
|         | Міністерство житлово-комунального господарства, екології та міського розвитку | Марі-П'єр Грамалья (Marie-Pierre Gramaglia) |      |               |               |        |        |         |
|         | Міністерство закордонних справ                                                | Жозе Бадія (Jose Badia)                     |      |               |               |        |        |         |
|         | Міністерство охорони здоров'я і соціального захисту                           | Стефані Валері (Stephane Valeri)            |      |               |               |        |        |         |
|         | Міністерство фінансів і економіки                                             | Марко Піччініні (Marco Piccinini)           |      |               |               |        |        |         |